# Basilica di Santa Maria Assunta (Génova)
La basilica de Santa Maria Assunta (en italiano: basilica de Santa Maria Assunta) es una importante iglesia católica en Génova erigida en lo alto de la colina de Carignano. Comenzada a mediados del Cinquecento (siglo XVI), su construcción continuó hasta principios del siglo siguiente, pero las obras continuaron durante los siglos siguientes, por lo que la expresión «A l'è comme a fabrica de Caignan» [es como la fábrica de Carignano] se convirtió en proverbial en el lenguaje popular para indicar una empresa interminable.
La iglesia, que destaca por su tamaño armonioso, es una de las obras genovesas más famosas de Galeazzo Alessi y uno de los mayores ejemplos de arquitectura renacentista de la ciudad. Las esculturas de Pierre Puget y Filippo Parodi que se encuentran en su interior se encuentran entre las obras maestras más importantes del barroco genovés.
La iglesia amparada por la familia Sauli se convirtió más tarde en abadía, colegiata y basílica menor. Su comunidad parroquial forma parte del vicariato "Carignano-Foce" de la archidiócesis de Génova .
Debido a su posición prominente, es claramente visible desde muchas partes de la ciudad, sobre la que se abren sus cuatro fachadas idénticas, aunque hoy en día está parcialmente oculta por los edificios modernos.

## Historia

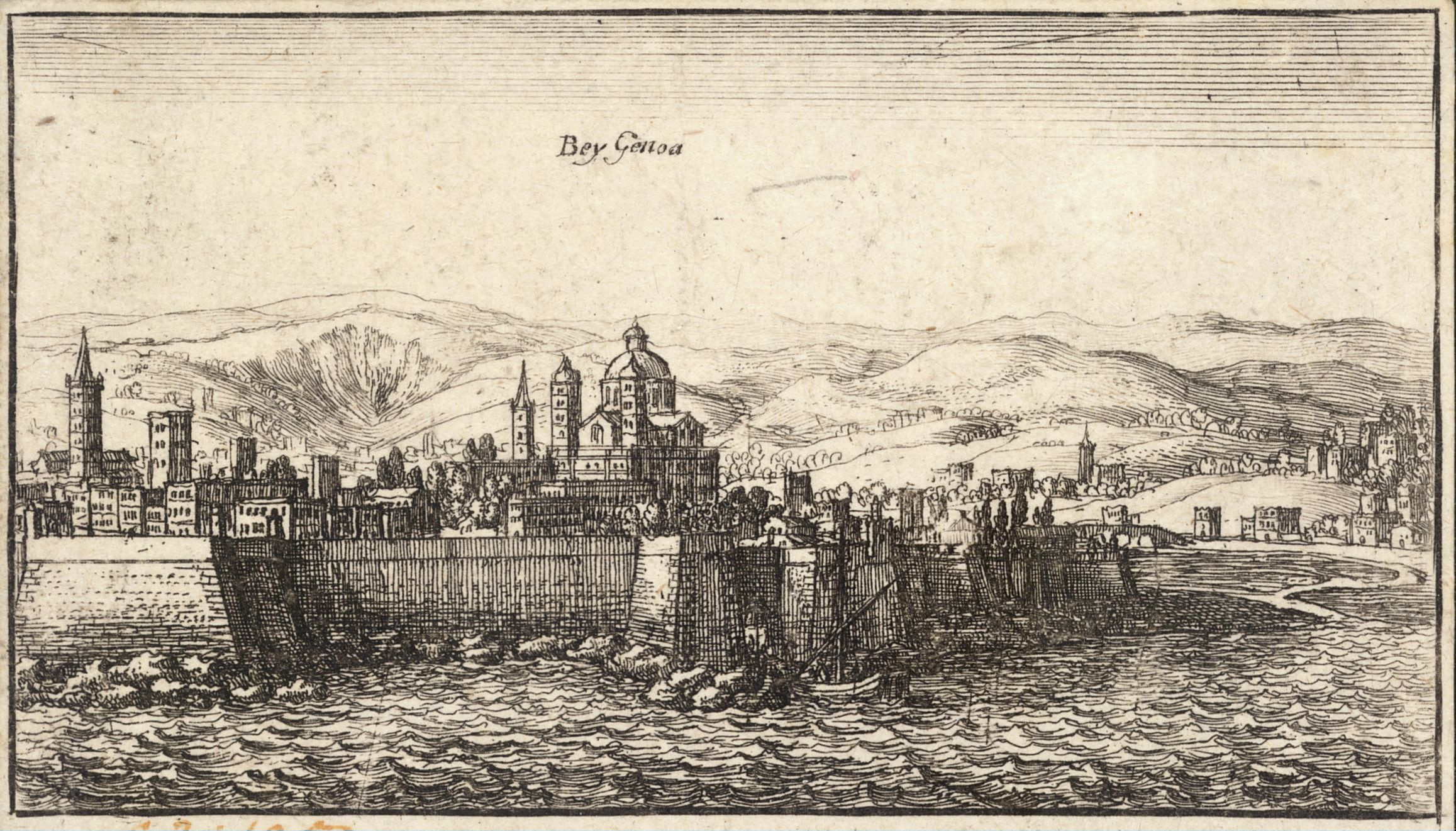
La basílica en lo alto de la colina de Carignano vista desde el mar, en una grabado del XVII

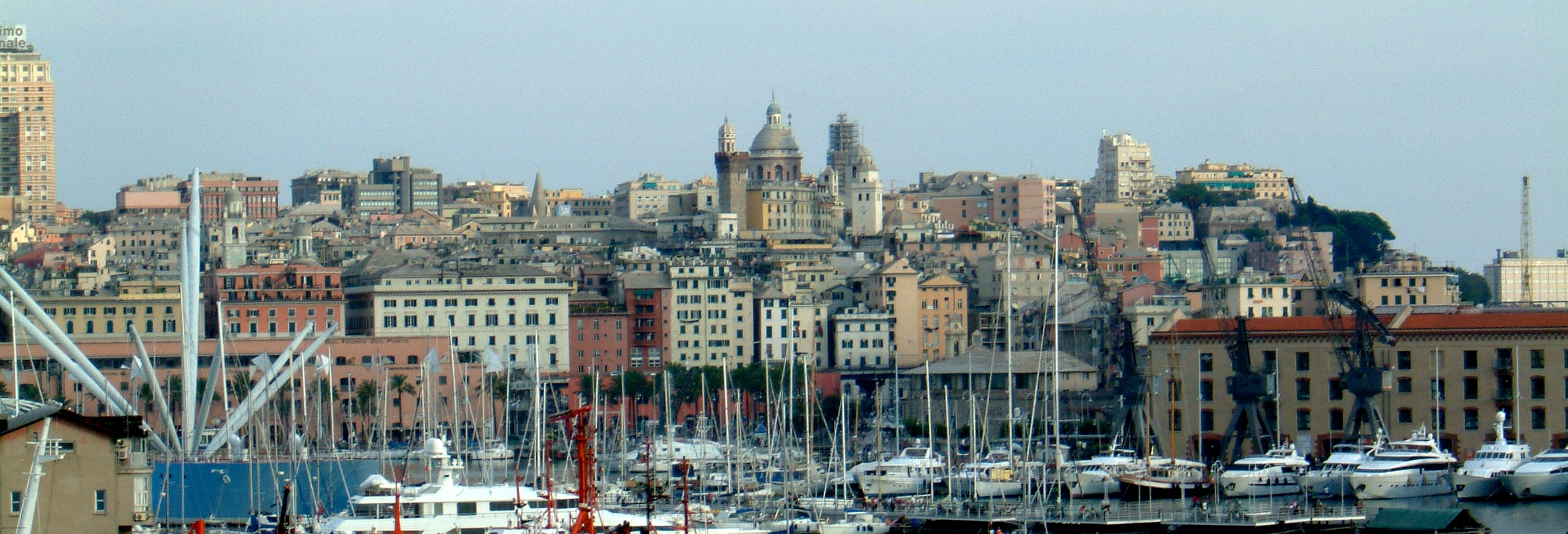
Una vista similar actual

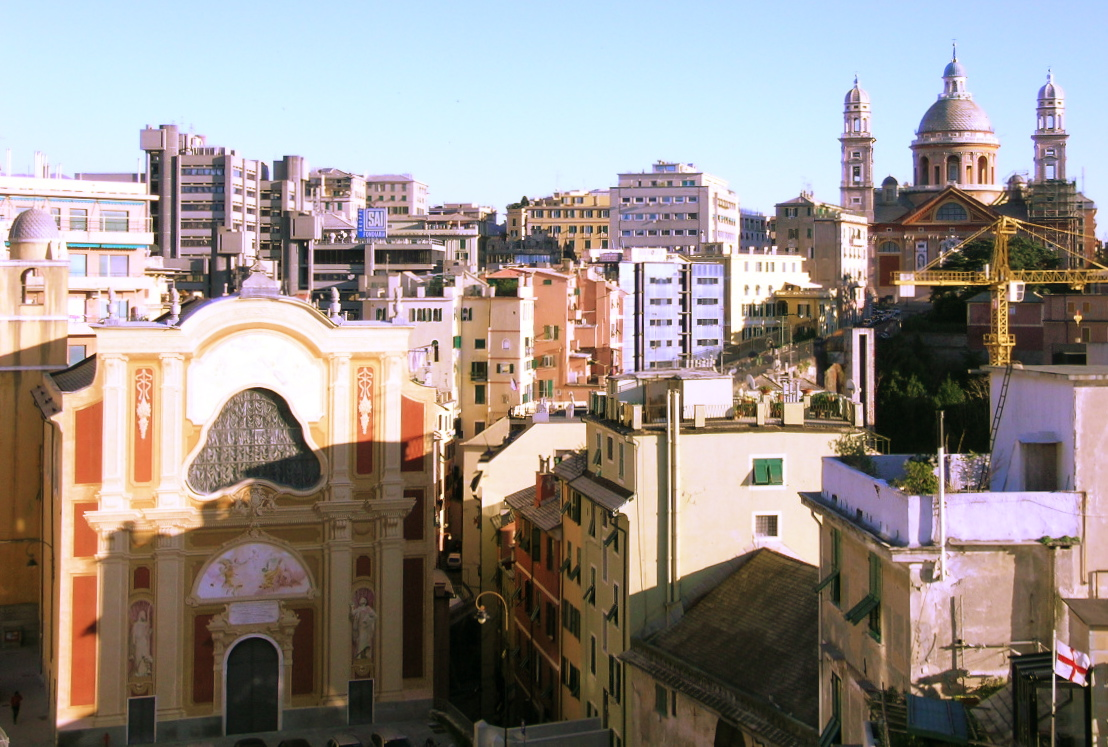
La basílica ahora tapada por las edificaciones (en primer término, la iglesia de San Salvatore - Aula magna facoltà di architettura - Piazza di Sarzano - Génova

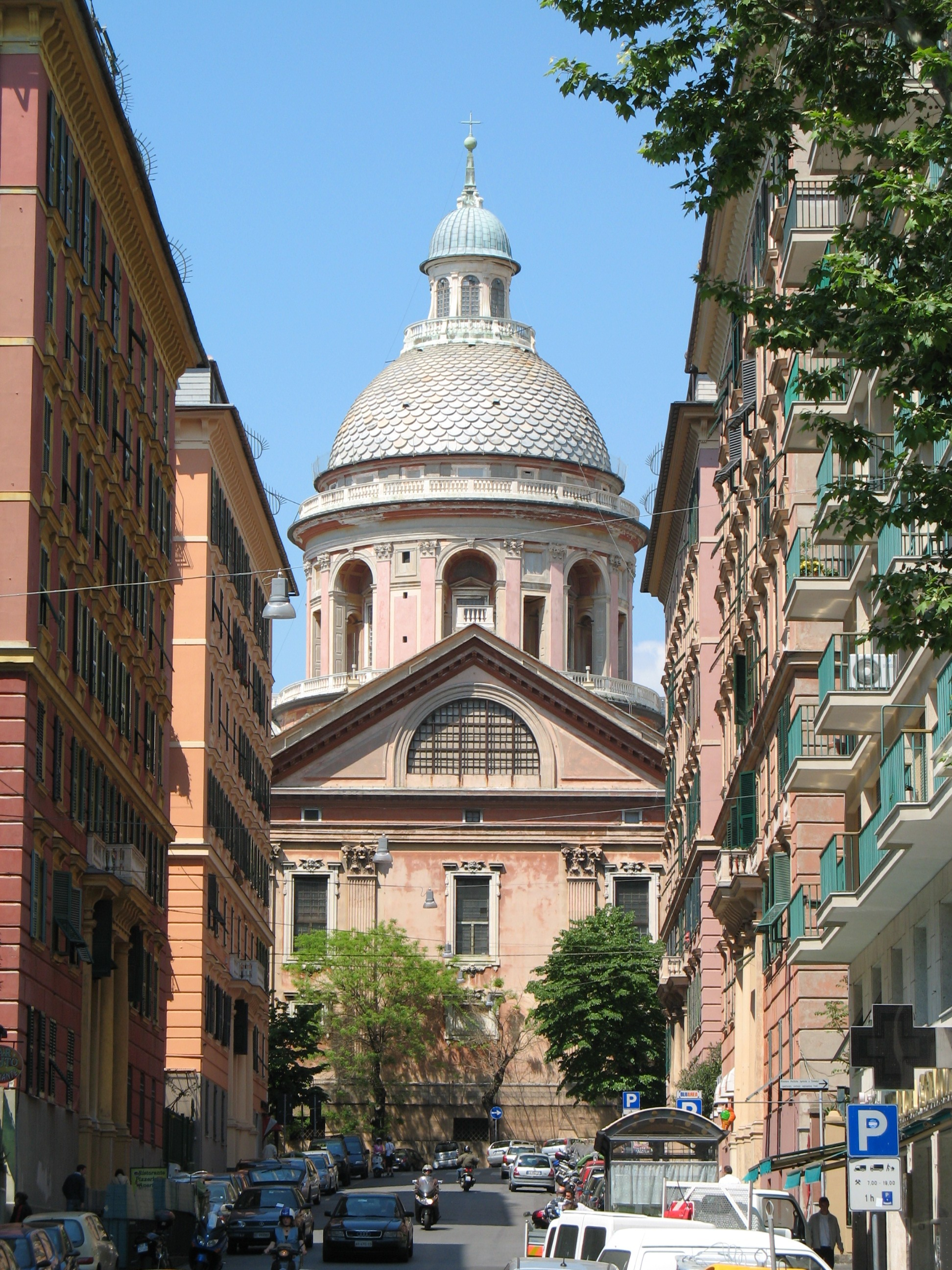
Trasera de la basílica vista desde la vía Nino Bixio

La iglesia fue construida por voluntad del patricio genovés Bandinello Sauli, quien con su disposición testamentaria del 17 de octubre de 1481 creó un fondo especial en el banco de San Giorgio. Debieron pasar 70 años para que, el 7 de septiembre de 1549, los herederos de Bendinello Sauli, a través de una convención, confiaron la tarea al arquitecto perugés Galeazzo Alessi, que se encontraba en Génova desde hacía un año.
Se colocó la primera piedra, estando presente el vicario general del arzobispado monseñor Egidio Falcetta, el 10 de marzo de 1552. En 1555 los muros perimetrales estaban casi listos, en 1560 el edificio estaba parcialmente cubierto y, ya desde 1564 se comenzó a oficiar en la iglesia, aunque la primera misa solemne no se celebrara hasta 1588.
Alessi, que se mudó a Milán en 1556, mantuvo la dirección del proyecto y de las obras, con la colaboración de conocidos arquitectos locales como Bernardino Cantone, Angelo Doggio, Bernardo Spazio y Domenico Ponzello, con quienes tuvo una estrecha correspondencia, hoy conservada en el archivo histórico de la basílica.
La "fábrica" permaneció abierta durante más de cincuenta años: la cúpula no se terminó hasta 1603, treinta años después de la muerte del proyectista. Mientras tanto, el 13 de junio de 1583, el papa Gregorio XIII con un «motu proprio» había decretado la erección en colegiata y abadía. Todavía faltarían casi noventa años para que otro pontífice, Alejandro VIII, le concediera al abad el privilegio de celebrar pontificios (27 de agosto de 1690). En 1742 con una bula de Benedicto XIV, la iglesia recibió el estatus de parroquia, pero sin jurisdicción territorial.
Para disponer de un acceso escénico a la iglesia entre 1718 y 1724, Domenico Sauli hizo realizar un puente construido por Gerard De Langlad, que, superando el valle del Rivo Torbido, unía las colinas de Sarzano y de Carignano. El mismo Domenico Sauli en 1737 hizo el concierto de campanas.
La fachada fue colocada por primera vez en 1722 por Francesco Giovanni Baratta, quien creó el portal de entrada, en el cual, en una cornisa barroca, se colocó la estatua de la Asunción, originalmente destinada al altar mayor.
Las obras continuaron hasta el siglo XIX y fueron terminadas por maestros locales, con la reconstrucción total de la fachada diseñada por el arquitecto Carlo Barabino; en esta circunstancia también se realizaron las escaleras de acceso a las tres puertas de la iglesia, ya previstas por Alessi.
Una placa dentro de la iglesia recuerda que el papa Pío VII en 1815 celebró una solemne celebración pontificia.
En la segunda mitad del siglo XIX, una época particularmente fecunda para el catolicismo genovés, la canónica de la basílica se convirtió en un lugar de encuentro para los religiosos y los hombres de la cultura, por invitación del entonces abate mitrado Tommaso Reggio, futuro arzobispo de Génova y beato: se recuerdan en particular Gaetano Alimonda (futuro cardenal) y Fortunato Vinelli, canónico de la basílica y futuro primer obispo de Chiavari.
Sólo en tiempos más recientes, el 4 de diciembre de 1939, un decreto arzobispal del cardenal Pietro Boetto transformó la iglesia de Carignano en una parroquia territorial; del 14 de agosto de 1951 es, en cambio, la consagración como basílica menor por el cardenal Giuseppe Siri. La basílica todavía tiene el título de parroquia familiar de los marqueses Cambiaso Negrotto Giustiniani.
Como iglesia parroquial en el centro de Génova, la basílica de Carignano ha sido el escenario de importantes eventos eclesiásticos a lo largo de los años. Desde el cementerio, recientemente restaurado, con vista a la amplia plaza de Carignano, los genoveses han saludado a menudo a sus muertos ilustres, como sucedió en los años 1970 con algunas víctimas del terrorismo de los años de plomo y en enero de 1999 por el funeral de Fabrizio De André, cuando una gran multitud se reunió frente a la basílica para saludar al difunto artista.

## Descripción

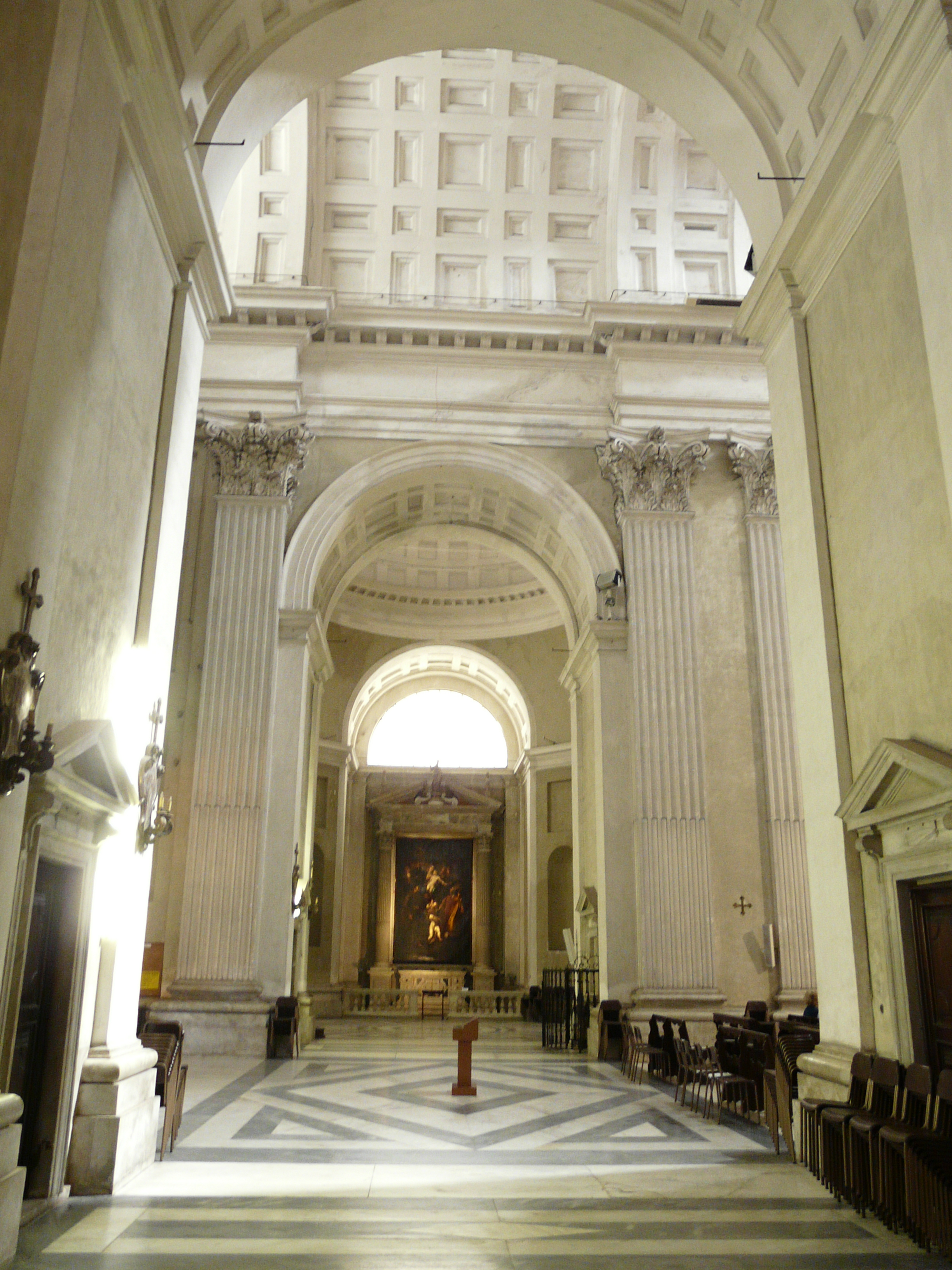
Vista del interior

La iglesia tiene una planta de cruz griega, con una cúpula central dispuesta sobre un alto tambor de serlianas y con cuatro pequeñas cúpulas en las esquinas. Esta edificación, que no tiene precedentes en la tradición genovesa, está inspirada en el diseño de la basílica de San Pedro desarrollada por Giuliano da Sangallo. Son característicos de la iglesia los cuatro alzados idénticos en cada lado, cada uno coronado por un tímpano y dotados de su propia entrada, excepto el posterior. De los cuatro campanarios previstos en el proyecto Alessi, solo dos se construyeron en la fachada principal.
El interior, muy luminoso, se caracteriza por las paredes blancas, sin frescos, decoradas únicamente por pilastras con capiteles fitomorfos, que retoman el motivo de la decoración exterior. Las bóvedas, incluidas las de las cúpulas, tienen un techo con casetones.
En la intersección de los brazos, que dividen la iglesia en cuatro partes iguales, se imponen las cuatro grandes estatuas de santos colocadas en los nichos de la base de las pilastras de la cúpula central. El altar mayor, con su decoración en bronce, crea un marcado contraste con las paredes y los techos blancos. En la iglesia se encuentran varias tumbas de miembros de la familia Sauli, incluida la del dogo Lorenzo Sauli, asesinado en 1601.

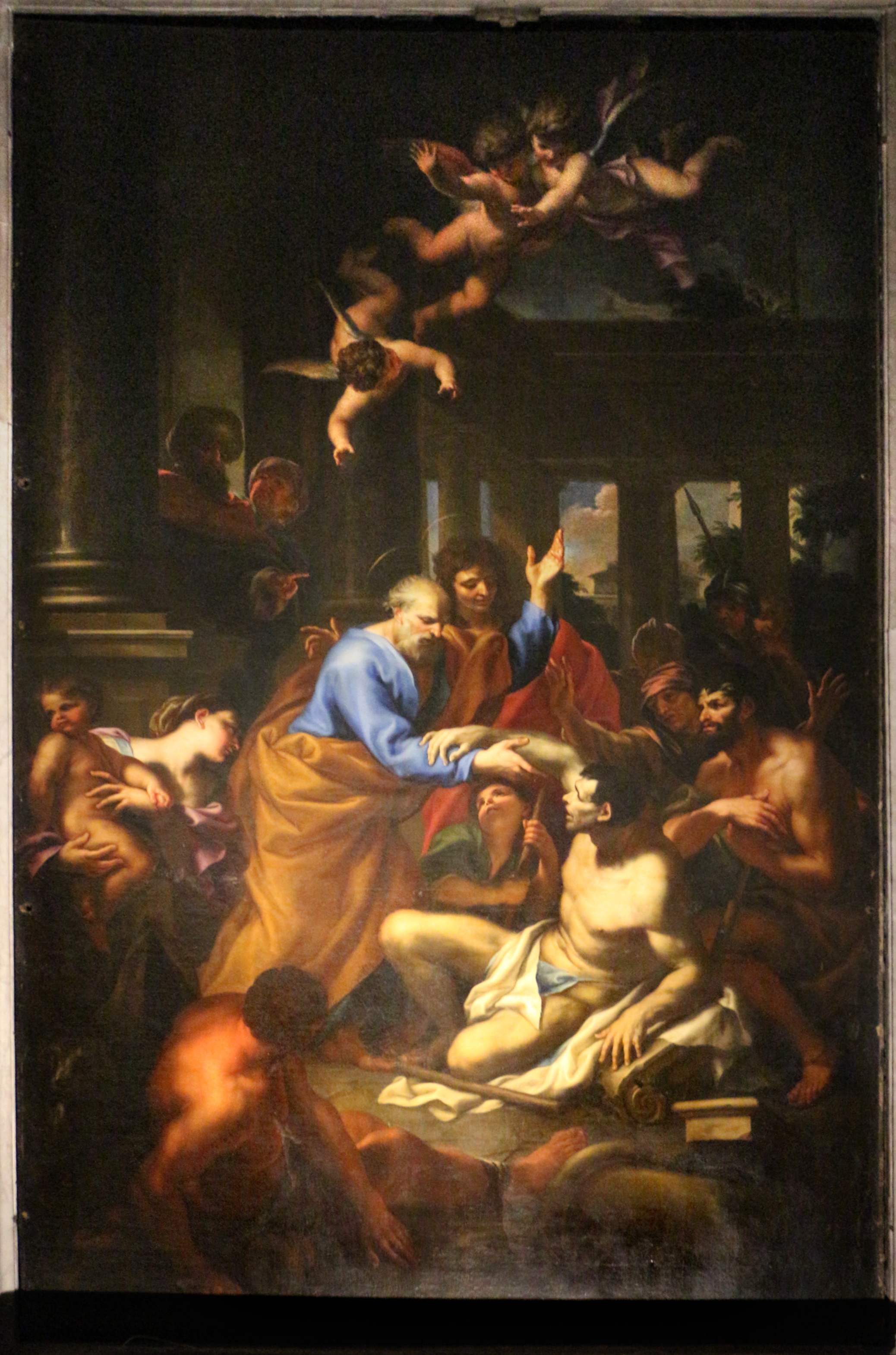
San pietro risana uno zoppo (1694-1696), de Domenico Piola
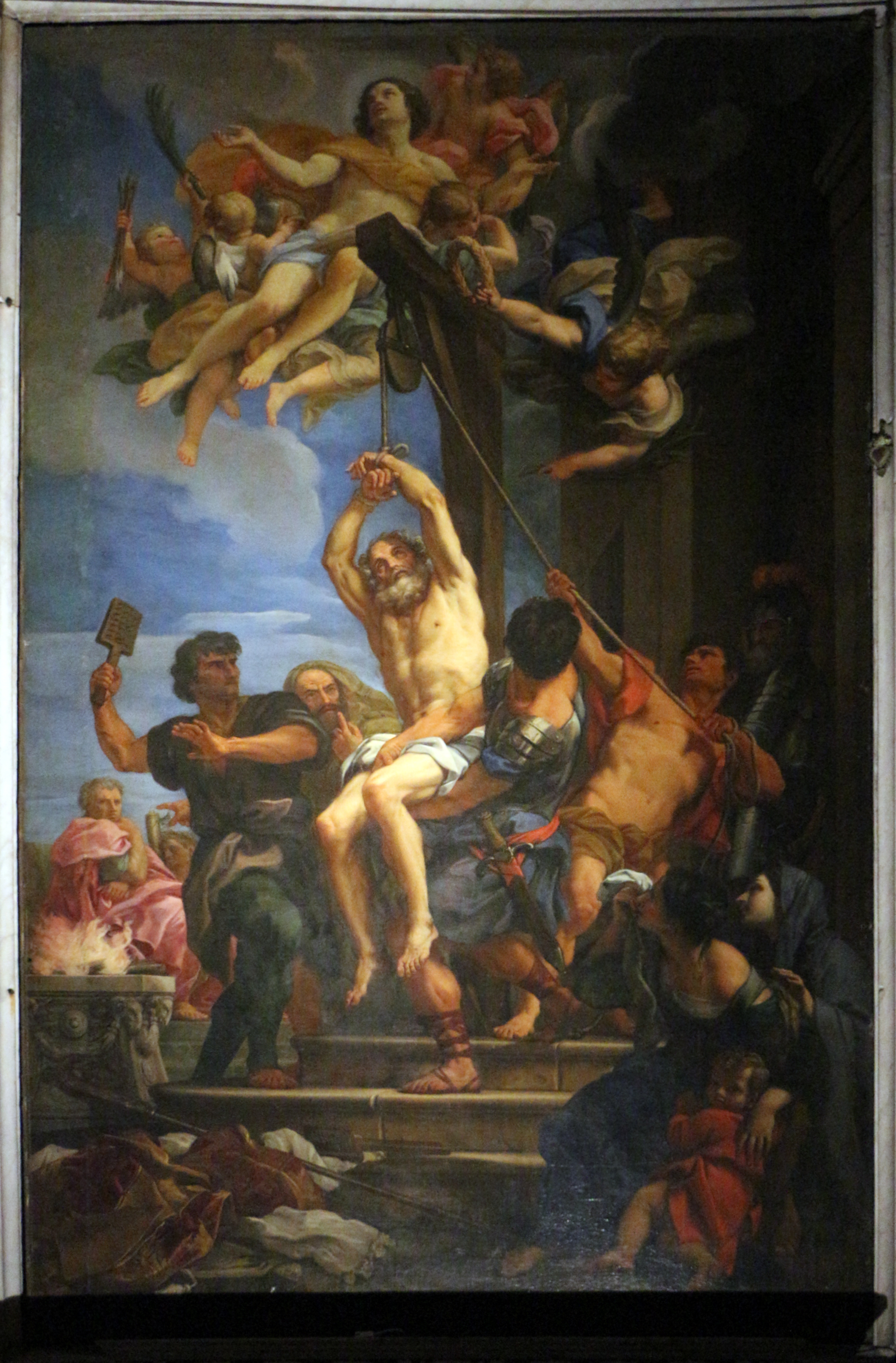
Martirio di san biagio (1680), de Carlo Maratta
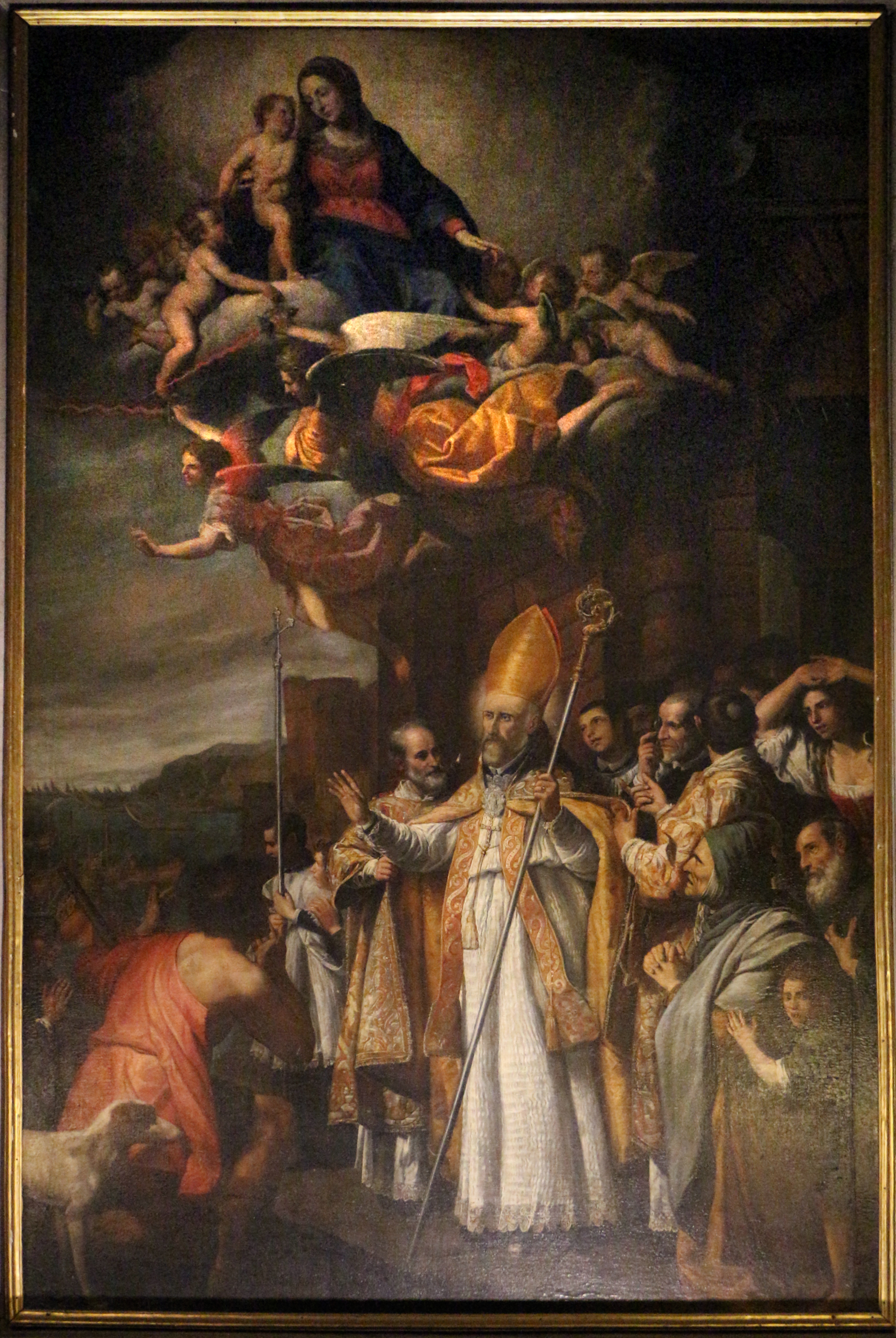
il beato alessandro sauli fa cessare una pestilenza (ca. 1630), de Domenico Fiasella
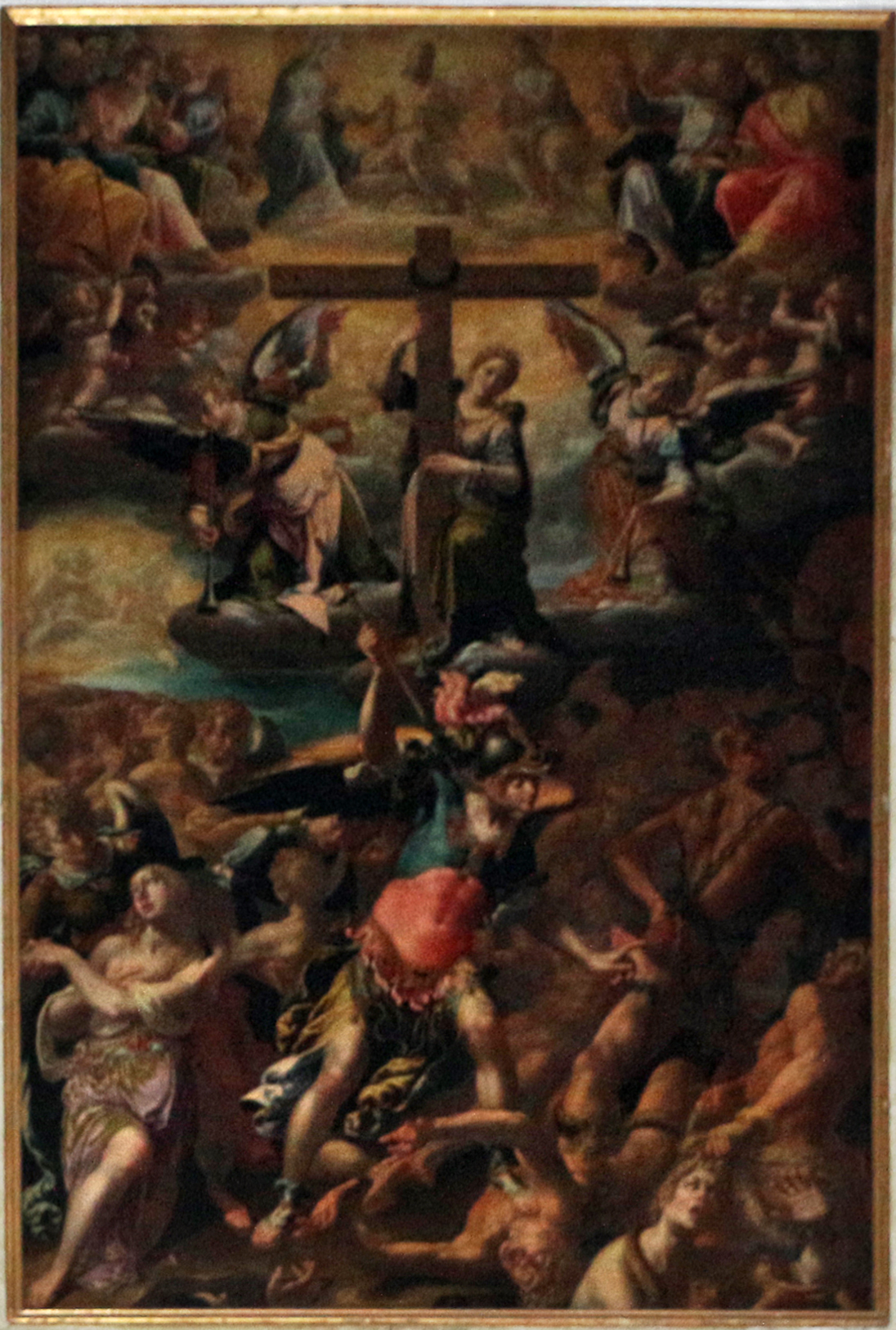
Giudizio universale, de Aurelio Lomi
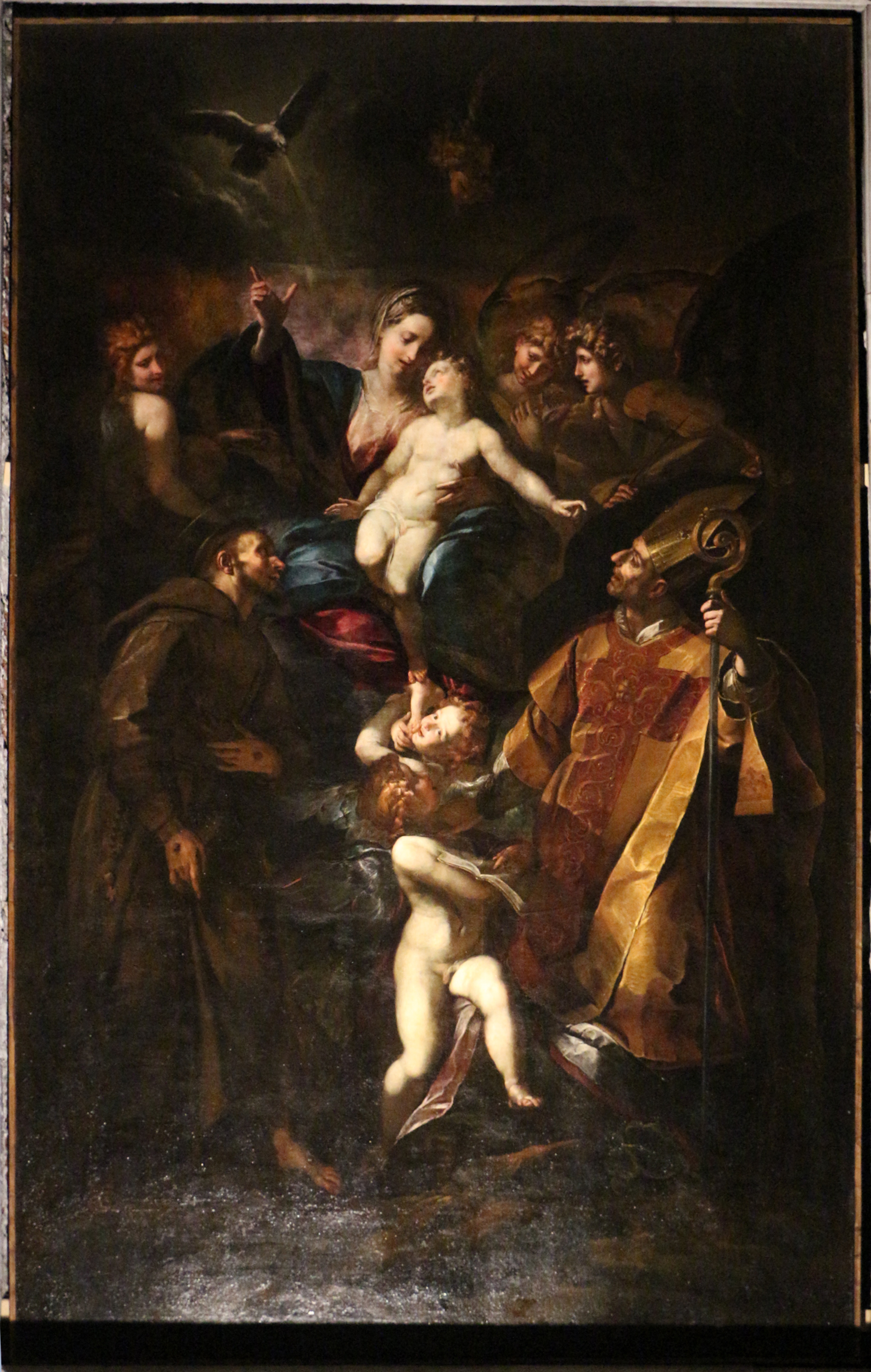
Madonna tra i ss. carlo e francesco d'assisi (ca. 1620), de Giulio Cesare Procaccini
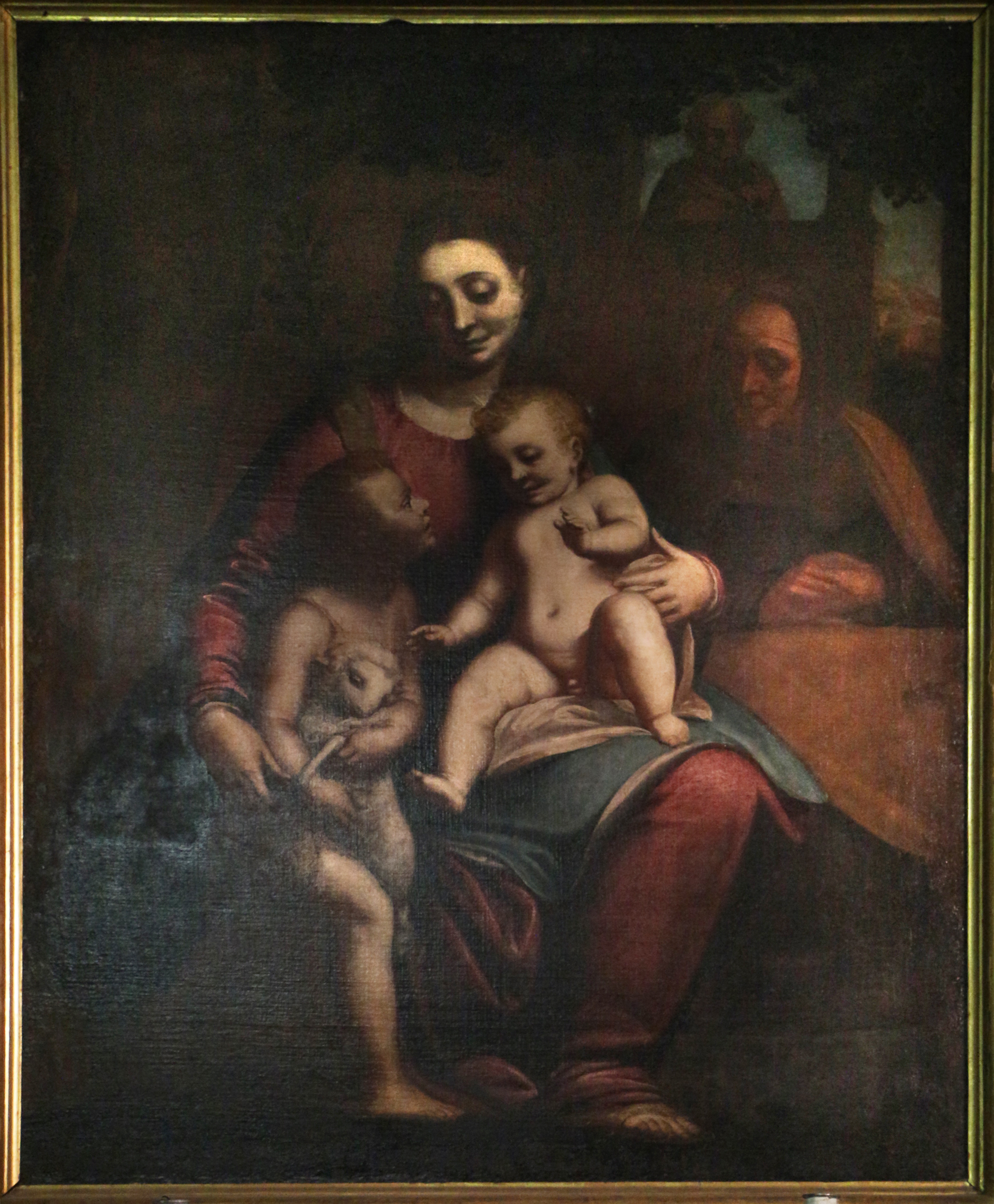
Sacra famiglia, de Luca Cambiaso

### El órgano monumental

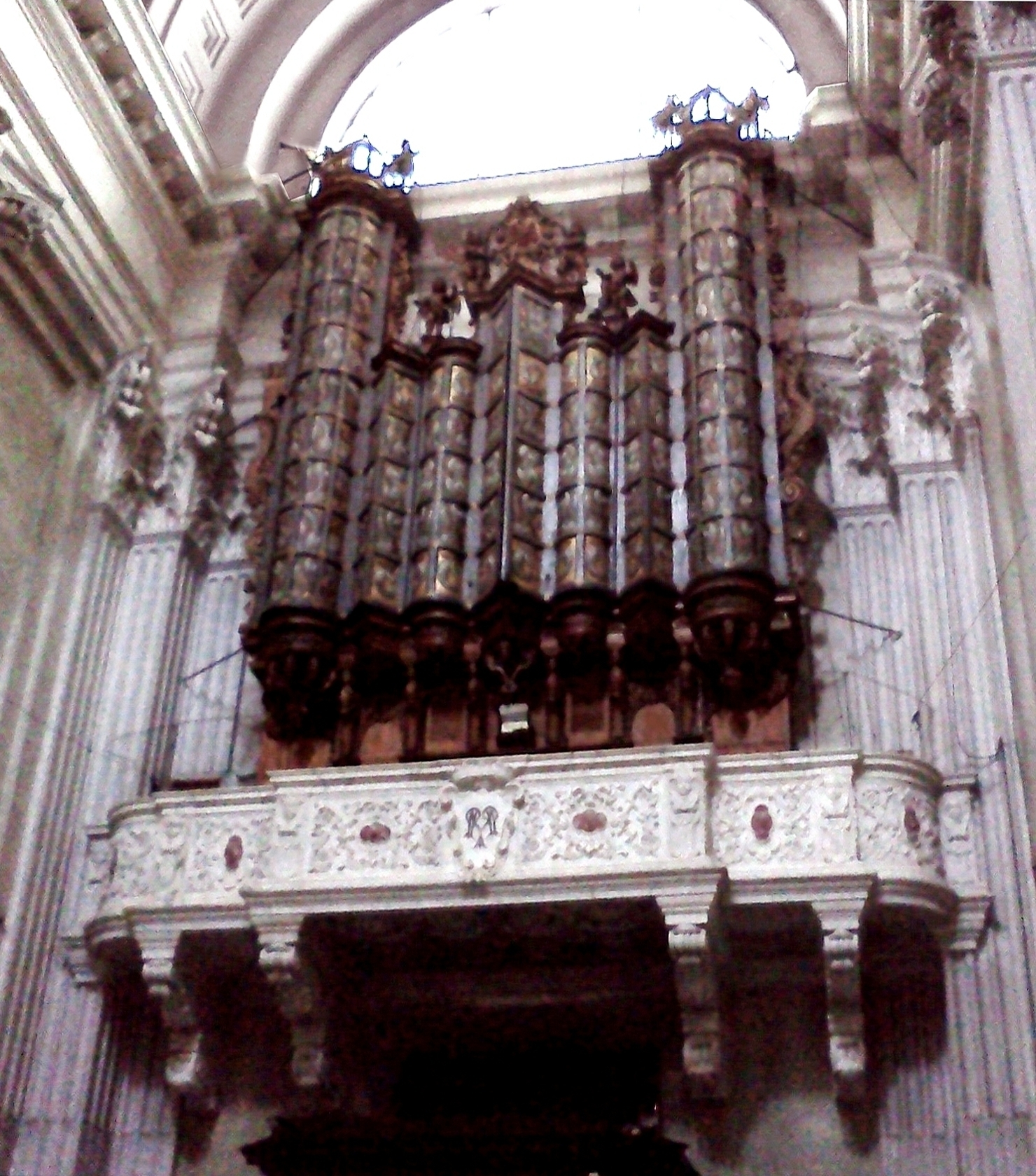
El órgano monumental

En la contrafachada, sobre la cantoria, hay un órgano monumental construido entre 1656 y 1660 por el jesuita holandés Willem Hermans. El instrumento, originalmente caracterizado por un fuerte estilo barroco del norte de Europa muy raro en Liguria, fue muy modificado por Camillo Guglielmo Bianchi entre 1852 y 1853 y por la compañía Ditta Lingiardi en 1905 .
El órgano, actualmente, tiene una impostación fónica de gusto romántico-nonecentista.

## Tradiciones populares
Según una leyenda popular, la decisión de construir una iglesia en las alturas de Carignano se decidió en 1478 cuando la esposa del patricio Bandinello Sauli, habiendo pedido a una noble de la familia Fieschi que la esperara, demorándose un tiempo en la celebración de la misa en la iglesia cercana de iglesia de Santa Maria in via Lata (casa noble de los Fieschi), se le habría contestado: «Chi vuole dei comodi se li procuri a sue spese» [Quién quiere comodidades se lo procura a sus expensas]
La negativa, aceptada como una ofensa por los Sauli, habría dado lugar al deseo de construir su propia iglesia noble que excedería la de los Fieschi y así Bendinello Sauli dejó en 1481 un legado, estableciendo que el capital multiplicado depositado en el Compere di San Giorgio estaba destinado a la construcción de la iglesia, que se produjo solo en 1549, cuando la familia rival, después del fracaso de la conjura de Gianluigi Fieschi contra Andrea Doria, había sido privada de sus propiedades en Carignano.
Según otra leyenda popular, cuando en 1737 Domenico Sauli hizo realizar el concierto de campanas, él mismo habría arrojado algunos sacos de monedas de plata al crisol durante el la fundición para hacer que el sonido fuera más armonioso.

## Citas
Escribió Charles de Brosses (erudito francés y autor prolífico de literatura sobre viajes) en sus Lettres familières sur l'Italie (1739-1740):

Llegué a Santa Maria di Carignano, situada en una colina, a través de un gran puente de numerosos arcadas, lanzado, para la comodidad de los transeúntes, sobre varias calles con casas de ocho pisos... Es una arquitectura simple y noble, toda blanca.
Cuatro grandes estatuas adornan el transepto. El San Sebastian del Puget es uno de los mejores.  En cuanto a los cuadros, me gustaría mencionar una Magdalena de Guido, un Martirio de Carlo Maratta, un San Francisco del Guercino, un Descendimiento de la Cruz de Cambiaso, un San Carlo de Piola y un San Domenico del Sarzana.
Subimos a la cúpula por una escalera de caracol, que sin embargo no tiene columna central, ya que en lugar de esto hay un gran agujero cilíndrico desde la parte inferior hasta la parte superior.  Desde lo alto de la cúpula se goza de una vista muy amplia tanto del mar como de la ciudad.
Arrivai a Santa Maria di Carignano, situata su una collina, attraverso un grande ponte di numerose arcate, lanciato, per comodità dei passanti, al di sopra di parecchie vie con case a otto piani. ... È un'architettura semplice e nobile, tutta bianca.
Quattro grandi statue adornano il transetto. Il San Sebastiano del Puget è tra esse la migliore. Quanto ai quadri voglio ricordare una Maddalena di Guido, un Martire di Carlo Maratta, un San Francesco del Guercino, una Deposizione dalla croce di Cambiaso, un San Carlo di Piola e un San Domenico del Sarzana.
Salimmo sulla cupola per una scala a chiocciola, che però non ha colonna centrale, giacché, invece di questa, c'è un grande foro cilindrico dal basso fino in cima. Dall'alto della cupola si gode di una vista molto estesa sia sul mare che sulla città.